# Neritopsina
Neritopsina Koken, 1897 era un taxon considerato come ordine di molluschi gasteropodi nella classificazione originaria di questa classe di Ponder & Lindberg (1997).. Nella classificazione più recente dei gasteropodi di Bouchet & Rocroi rivista nel 2017, il taxon è considerato non più valido.

## Tassonomia
Comprende le seguenti famiglie:
- Cortinellidae
- Craspedostomatidae
- Dawsonellidae
- Deianiridae
- Delphinulopsidae
- Helicinidae
- Hydrocenidae
- Neritidae
- Neritiliidae
- Neritopsidae
- Nerrhenidae
- Oriostomatidae
- Orthonychiidae
- Palaeotrochidae
- Phenacolepadidae
- Pileolidae
- Plagiothyridae
- Platyceratidae
- Pragoscutulidae
- Proserpinellidae
- Proserpinidae
- Pseudorthonychiidae
- Symmetrocapulidae
- Titiscaniidae
- Tubinidae
- Vltaviellidae